# Dimanche
Dimanche is een Belgisch Franstalig katholiek weekblad. Het blad is gratis en bereikt elke week 189.100 lezers in het Franstalige landsgedeelte van België.
Het weekblad werd in 1946 opgericht en legde zich toe op zowel algemeen nieuws als informatie van de parochie. In 2003 werd het opgesplitst in Dimanche Express, dat religieuze, sociale en culturele informatie biedt, en Dimanche Paroissial, dat nieuws over 645 parochies groepeert in 23 edities.
Het weekblad haalt haar inkomsten uit reclame en subsidies van de parochie. Dimanche heeft vijf journalisten in dienst.